# Graf chimic
În teoria chimică a grafurilor⁠(d) și în chimia matematică, un graf molecular sau graf chimic este o reprezentare a formulei structurale a unui compus chimic în termeni de teoria grafurilor. Un graf chimic este un graf etichetat ale cărui noduri corespund atomilor compusului și ale cărui muchii corespund unor legături chimice. Nodurile sunt etichetate cu tipurile atomilor corespunzători și muchiile sunt etichetate cu tipuri de legături. Pentru scopuri particulare oricare dintre etichetări poate fi ignorată.
Un graf molecular fără hidrogen sau cu hidrogenul suprimat este graf molecular cu nodurile asociate hidrogenului șterse.
Grafurile moleculare pot face distincția între izomeri structurali⁠(d), compuși care au aceeași formulă moleculară dar grafuri neizomorfe - cum ar fi izopentanul și neopentanul. Pe de altă parte, graful molecular nu conține de regulă informații despre aranjamentul tridimensional al legăturilor și, prin urmare, nu poate distinge între izomeri de poziție (cum ar fi cis și trans - 2-butenă) sau stereoizomeri (cum ar fi D - și L-gliceraldehida).
În unele cazuri importante (calculul indicelui topologic⁠(d) etc.) următoarea definiție clasică este suficientă: graful molecular este un graf neorientat conex care corespunde unu-la-unu cu formula structurală a compusului chimic, astfel încât nodurile unui graf corespund atomilor din moleculă și muchiile grafului corespund unor legături chimice între acești atomi. O variantă este de a reprezenta materialele ca infinit grafuri euclidiene⁠(d) infinite, în special cristalele ca grafuri periodice⁠(d).

## Istoria
Arthur Cayley a fost, probabil, primul care a publicat rezultate care iau în considerare grafurile moleculare încă din 1874, chiar înainte de introducerea termenului de „graf”. Pentru enumerarea izomerilor, Cayley considera „diagrame” formate din puncte etichetate după atomi și conectate prin legături într-un ansamblu. El a introdus termenii de plerogramă și kenogramă, care denumesc graful molecular și graful molecular corespunzător cu hidrogenul suprimat. Dacă se continuă ștergerea de atomi conectați printr-o singură legătură, se ajunge la o kenogramă simplă, eventual vidă.
Danail Boncev, în Teoria grafurilor chimice, identifica originile reprezentării forțelor chimice cu diagrame care pot fi numite „grafuri chimice” până la mijlocul secolului al XVIII-lea. La începutul secolului al XVIII-lea, noțiunea lui Isaac Newton de gravitație a condus la ideile speculative că atomii sunt ținuți împreună de un fel de „forță gravitațională”. În special, începând cu 1758 chimistul scoțian William Cullen a folosit în prelegerile sale ceea ce el numea „diagrame” pentru a reprezenta forțele care presupunea că există între perechi de molecule într-o reacție chimică. Într-o carte a lui William Higgins din 1789, diagrame similare au fost folosite pentru a reprezenta forțele din molecule. Aceste diagrame și alte diagrame contemporane nu aveau nicio legătură cu legăturile chimice: acesta din urmă noțiune a fost introdusă abia în secolul următor.